# Eugene Wright

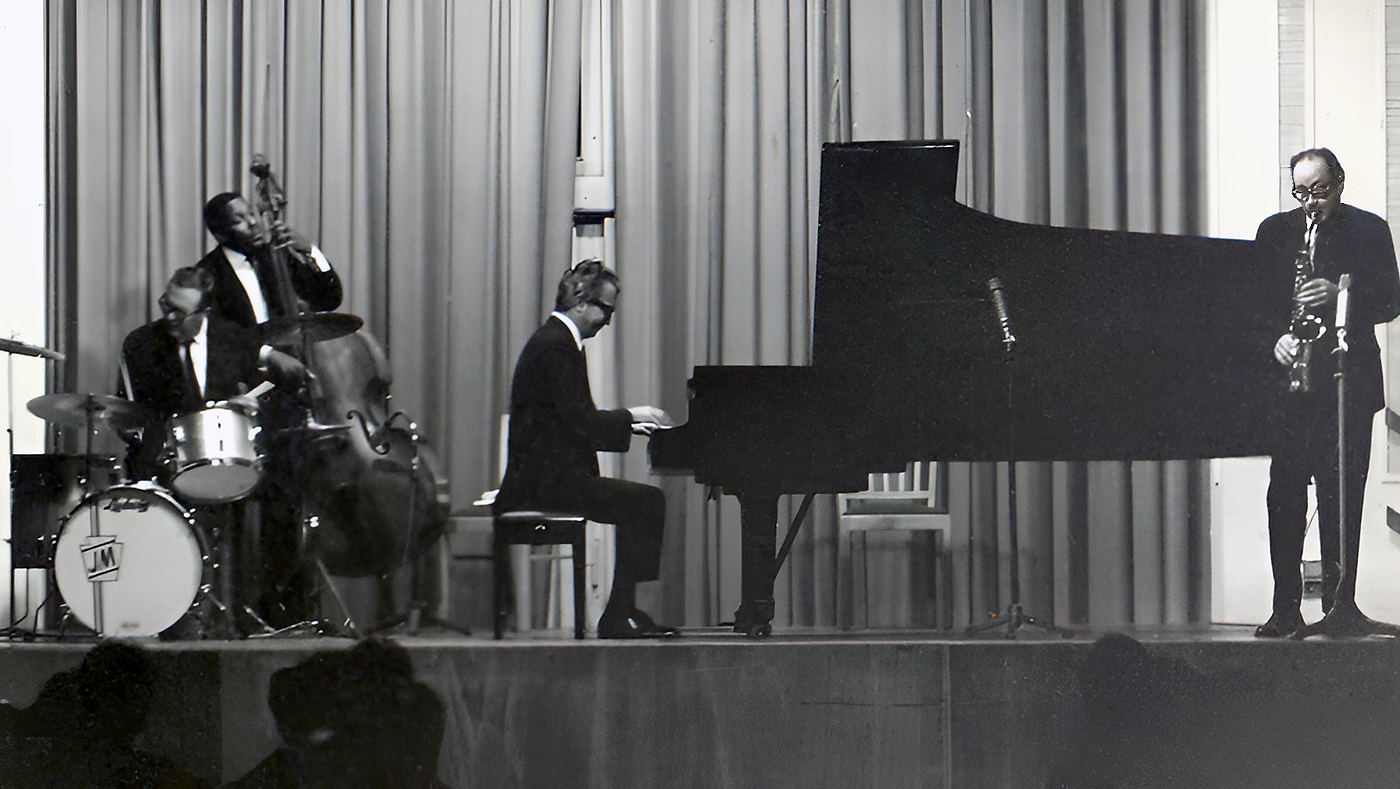
Eugene Wright (tweede van links) met het kwartet van pianist Dave Brubeck in Duitsland, 1967.

Eugene Joseph Wright (Chicago, 29 mei 1923 – 30 december 2020), bijnaam The Senator, was een Amerikaanse jazzbassist, die vooral bekend is geworden door zijn werk bij pianist Dave Brubeck. Hij speelde mee op diens beroemde album Time Out.
Wright, een autodidact op zijn instrument, speelde in de groep van Lonnie Simmons en leidde van 1943 tot 1946 een eigen groep, de bigband Dukes of Swing, waar ook Sun Ra en Yusef Lateef hebben gespeeld. Hierna werkte hij bij of met Gene Ammons (1946-1948, 1949-1951), Count Basie (1948-1949), Arnett Cobb (1951-1952), Kenny Drew, Buddy DeFranco (1952-1955), Red Norvo (1955) en Gerald Wiggins. In 1958 werd Wright bassist bij Dave Brubeck en hij bleef daar tot 1968. Hierna leidde hij weer kort een eigen groep, was hij enkele jaren actief in het trio van Monty Alexander (1971-1974) en werd hij vervolgens studiomuzikant. Wright gaf ook les en leidde later de jazzafdeling van de University of Cincinnati.
Wright heeft geen platen als leider opgenomen, maar speelde wel vaak mee bij opnames van anderen, waaronder Carmen McRae, Cal Tjader, Harry Belafonte, Abe Most, Louis Armstrong, Hadda Brooks en Tony Bennett.
Eugene Wright overleed eind december 2020 op de leeftijd van 97 jaar. 